# بال‌پرنده‌ای طلایی
بال‌پرنده‌ای طلایی (نام علمی: Troides aeacus) نام یک گونه از تیره پروانه‌های دم‌چلچله‌ای است.

## نگارخانه

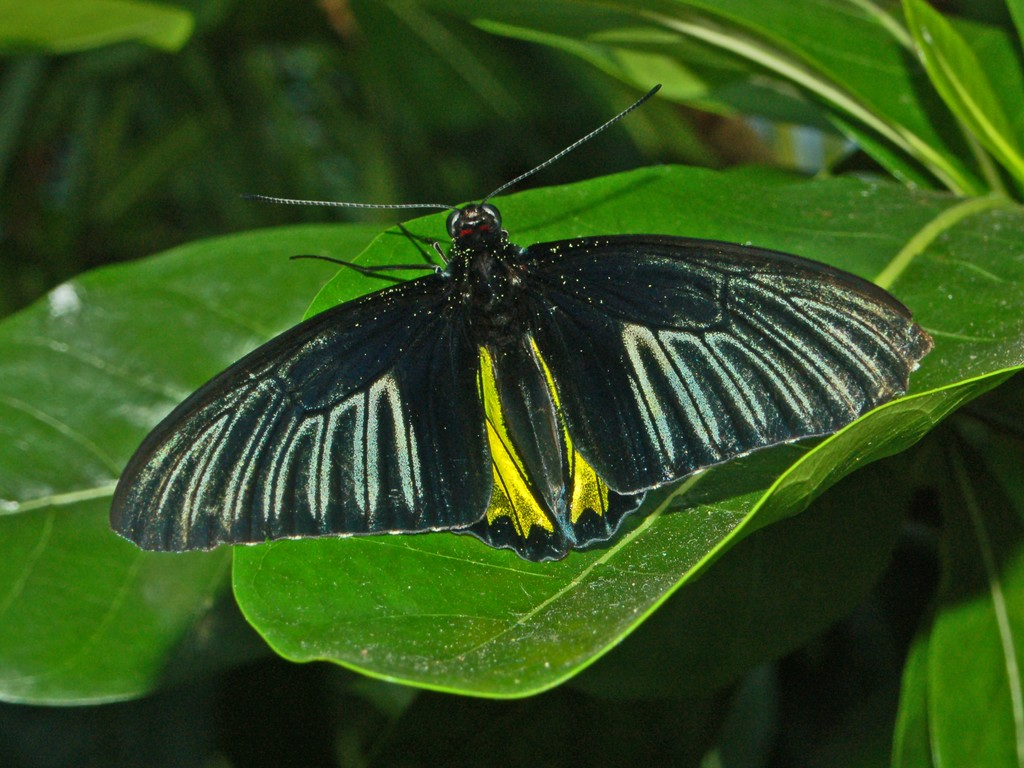
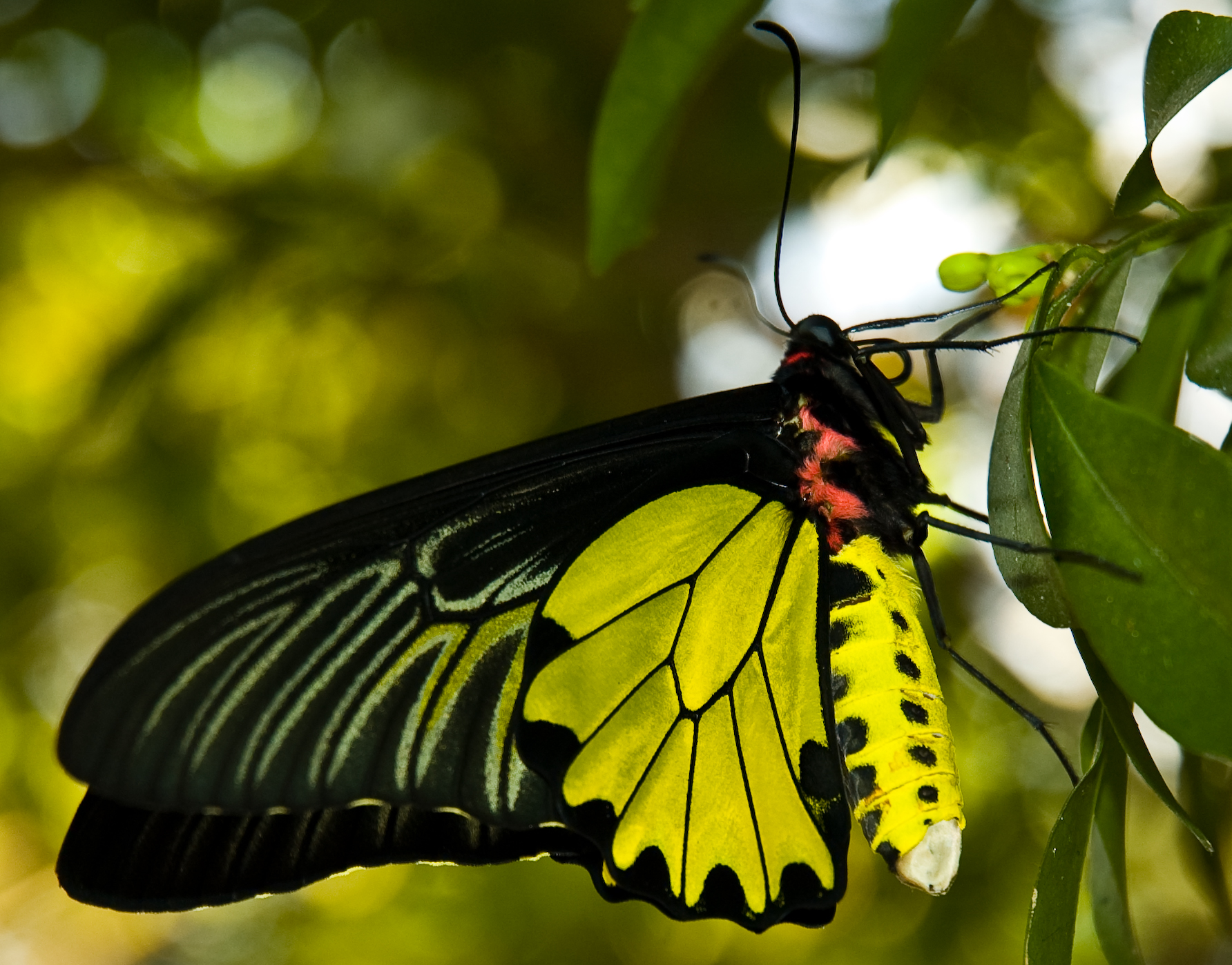
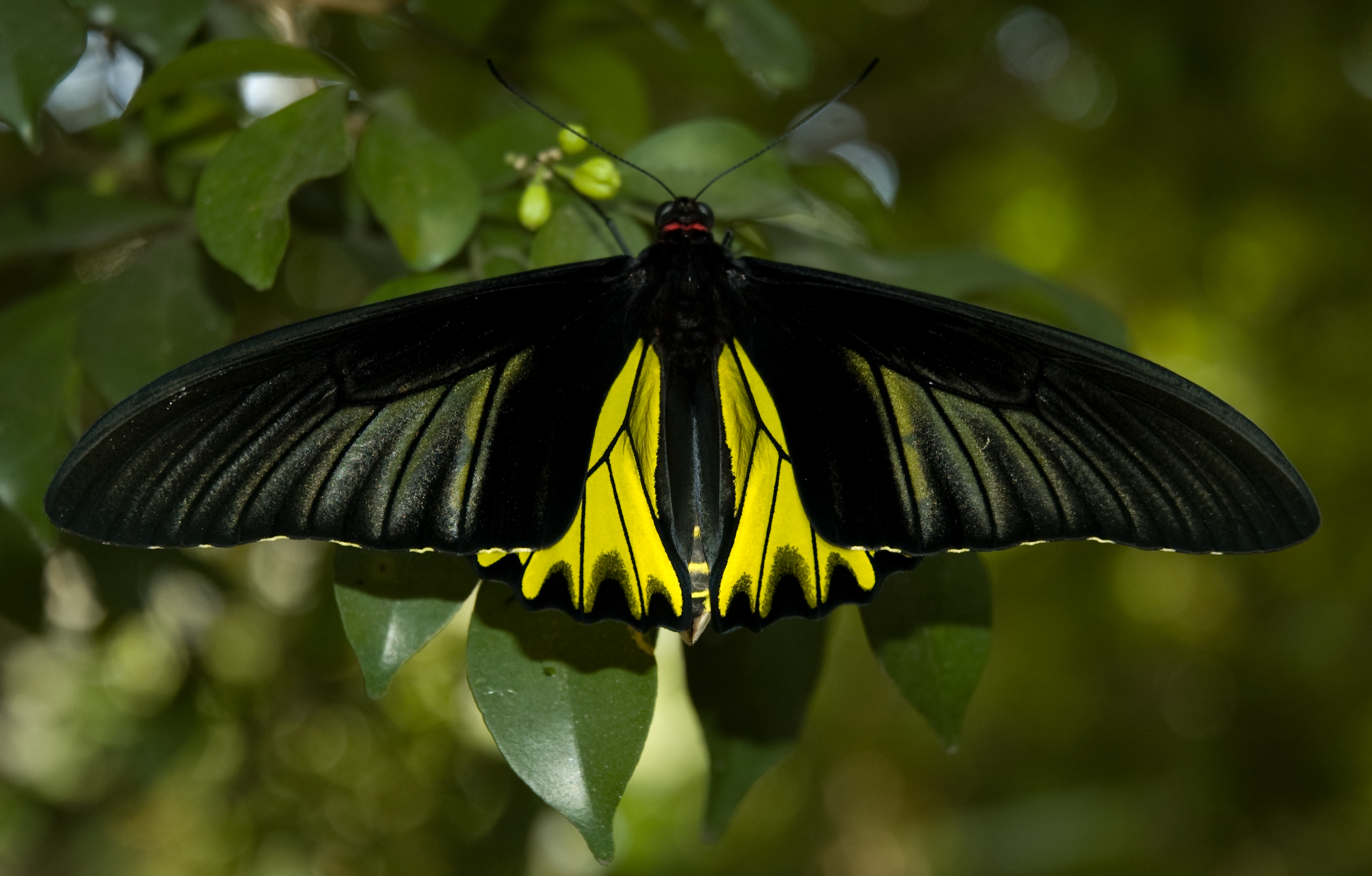